# Biston carbonaria
Biston carbonaria là một loài bướm đêm trong họ Geometridae.